# Bunkier Fuchsbau

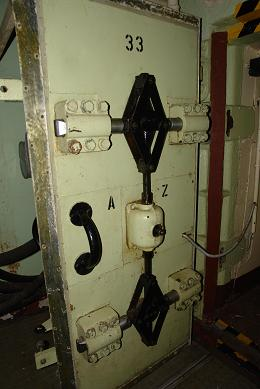
Drzwi schronowe

Bunkier Fuchsbau (niem. Bunker Fuchsbau) - bunkier na południe od Fürstenwalde/Spree na wzgórzu Rauensche Berge (153 m), powiat Oder-Spree, land Brandenburgia.

## Historia miejsca
Powstał w 1942 na potrzeby sił nazistowskich (Führungs- und Nachrichtenabteilung des SD der Waffen-SS). Od 1944 - SS-Nachrichtenvermittlungsstelle "Fuchsbau" (krypt. „Hegewald”).
W latach 1945–1957 nieużywany.
Później kompleks schronowy Sił Powietrznych NRD (Luftstreitkräfte der DDR). W 1990 przejęty przez Bundeswehrę.
Jego ostatnia oficjalna nazwa brzmiała: Zentraler Gefechtsstand 14 (ZGS-14).

## Galeria

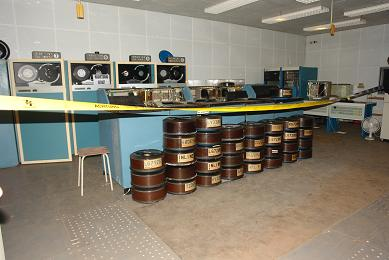
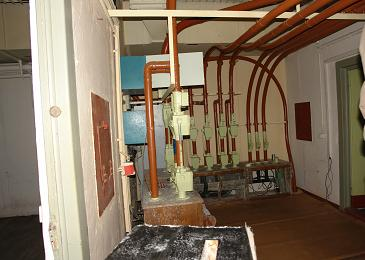
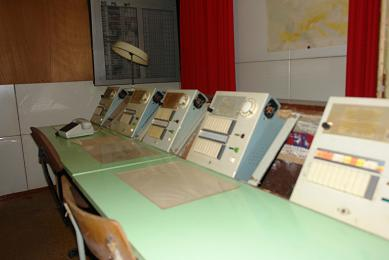